# Championnat de Lituanie de football 1991
Navigation
Saison suivante
La saison 1991 du Championnat de Lituanie de football était la première édition de la première division lituanienne à poule unique, la A Lyga, depuis que la république baltique a acquis son indépendance de l'ex-URSS en 1991. Organisée de mars à juin 1991, elle regroupe 15 clubs lituaniens qui s'affrontent au sein d'une poule unique, où toutes les rencontres sont disputées en matchs aller simple.
C'est le FK Zalgiris Vilnius qui termine en tête de la poule. C'est donc le premier titre de champion de Lituanie de son histoire.

## Les 15 clubs participants
| - FK Zalgiris Vilnius - Banga Kaunas - Neris Vilnius - FK Ekranas Panevezys - FK Sirijus Klaipeda - Vilija Kaunas - Granitas Klaipéda - FK Panerys Vilnius | - FK Sūduva Marijampolė - Inkaras Kaunas - Tauras Šiauliai - Jovaras Mazeikiai - FK Vienybé Ukmergė - Elektronas Tauragé - Sakalas Siauliai |

## Compétition
Le barème de points servant à établir tous les  classements se décompose ainsi :
- Victoire : 2 points
- Match nul : 1 point
- Défaite : 0 point

### Classement
| Rang | Équipe                | Pts | J  | G  | N | P  | Bp | Bc | Diff |
| ---- | --------------------- | --- | -- | -- | - | -- | -- | -- | ---- |
| 1    | Žalgiris Vilnius      | 24  | 14 | 11 | 2 | 1  | 31 | 8  | +23  |
| 2    | Banga Kaunas          | 22  | 14 | 9  | 4 | 1  | 24 | 10 | +14  |
| 3    | Neris Vilnius         | 21  | 14 | 8  | 5 | 1  | 17 | 5  | +12  |
| 4    | FK Ekranas Panevėžys  | 21  | 14 | 10 | 1 | 3  | 24 | 10 | +14  |
| 5    | FK Sirijus Klaipeda   | 20  | 14 | 8  | 4 | 2  | 24 | 10 | +14  |
| 6    | Vilija Kaunas         | 14  | 14 | 5  | 4 | 5  | 23 | 21 | +2   |
| 7    | Granitas Klaipėda     | 14  | 14 | 5  | 4 | 5  | 15 | 14 | +1   |
| 8    | FK Panerys Vilnius    | 14  | 14 | 6  | 2 | 6  | 20 | 13 | +7   |
| 9    | Sakalas Siauliai      | 13  | 14 | 5  | 3 | 6  | 13 | 16 | -3   |
| 10   | Elektronas Tauragė    | 10  | 14 | 4  | 2 | 8  | 15 | 23 | -8   |
| 11   | FK Vienybė Ukmergė    | 10  | 14 | 3  | 4 | 7  | 9  | 16 | -7   |
| 12   | Jovaras Mažeikiai     | 9   | 14 | 3  | 3 | 8  | 13 | 18 | -5   |
| 13   | Tauras Šiauliai       | 8   | 14 | 3  | 2 | 9  | 9  | 26 | -17  |
| 14   | Inkaras Kaunas        | 8   | 14 | 2  | 4 | 8  | 7  | 15 | -8   |
| 15   | FK Sūduva Marijampolė | 2   | 14 | 0  | 2 | 12 | 5  | 44 | -39  |

|  | Qualifié pour la phase finale pour le titre |
|  | Relégation en deuxième division             |

### Phase finale

#### Demi-finales
| Équipe 1            | Résultat | Équipe 2             | Aller | Retour |
| ------------------- | -------- | -------------------- | ----- | ------ |
| FK Zalgiris Vilnius | 4 - 2    | FK Ekranas Panevezys | 0 - 1 | 4 - 1  |
| Neris Vilnius       | 4 - 2    | Banga Kaunas         | 2 - 1 | 2 - 1  |

#### Match pour la3eplace
| 6 juillet 1991 | Banga Kaunas | 3 - 1 | FK Ekranas Panevezys | Ukmerge |  |
|                |              |       |                      |         |  |

#### Finale
| 7 juillet 1991 | FK Zalgiris Vilnius | 3 - 1 | Neris Vilnius | Vilnius |  |
|                |                     |       |               |         |  |

## Bilan de la saison
| Tableau d'Honneur                   |                     |
| Compétition                         | Vainqueur           |
| Championnat de Lituanie de football | FK Zalgiris Vilnius |
| Coupe de Lituanie de football       | FK Zalgiris Vilnius |

| Promotion et relégation |                                     |
| Relégués en II Lyga     | FK Sūduva Marijampolė Vilija Kaunas |
| Promus en A Lyga        | Snaigé Alytus                       |